# Howard Beach-JFK Airport
Howard Beach-JFK Airport, in origine semplicemente Howard Beach, è una stazione della metropolitana di New York, situata sulla linea IND Rockaway. Nel 2014 è stata utilizzata da 963 503 passeggeri.
È servita dalla linea A Eighth Avenue Express, sempre attiva.